# Буллскін Тауншип (округ Фаєтт, Пенсільванія)
Буллскін Тауншип (англ. Bullskin Township) — селище (англ. township) в США, в окрузі Файєтт штату Пенсільванія. Населення — 6740 осіб (2020).

## Демографія
Згідно з переписом 2010 року, у селищі мешкало 6966 осіб у 2872 домогосподарствах у складі 2029 родин. Було 3093 помешкання
Расовий склад населення:
| - 99,0 % — білих - 0,2 % — чорних або афроамериканців - 0,2 % — азіатів - 0,1 % — корінних американців |

До двох чи більше рас належало 0,5 %. Частка іспаномовних становила 0,2 % від усіх жителів.
За віковим діапазоном населення розподілялося таким чином: 19,6 % — особи молодші 18 років, 63,9 % — особи у віці 18—64 років, 16,5 % — особи у віці 65 років та старші. Медіана віку мешканця становила 44,7 року. На 100 осіб жіночої статі у селищі припадало 101,0 чоловіків;  на 100 жінок у віці від 18 років та старших — 100,0 чоловіків також старших 18 років.
Середній дохід на одне домашнє господарство  становив 58 516 доларів США (медіана — 50 208), а середній дохід на одну сім'ю — 68 044 долари (медіана — 57 936). Медіана доходів становила 45 845 доларів для чоловіків та 32 059 доларів для жінок. За межею бідності перебувало 15,7 % осіб, у тому числі 23,6 % дітей у віці до 18 років та 9,1 % осіб у віці 65 років та старших.
Цивільне працевлаштоване населення становило 3124 особи. Основні галузі зайнятості: освіта, охорона здоров'я та соціальна допомога — 23,0 %, виробництво — 14,4 %, будівництво — 12,1 %, роздрібна торгівля — 11,6 %.